# ミッドランド本線
ミッドランド本線（ミッドランドほんせん、英語: Midland Main Line）はロンドンとミッドランド地方のノッティンガムやヨークシャーのシェフィールドを結ぶイギリスの鉄道路線である。セント・パンクラス駅からレスター駅（英語版・街）、ダービー駅（英語版・街）、ノッティンガム駅（英語版・街）、チェスターフィールド駅（英語版・街）、シェフィールド駅（英語版・街）を結んでいるが、ネットワーク・レールではこのうちチェスターフィールド駅までの区間をミッドランド本線と呼称している。
ミッドランド本線の長距離列車は2020年現在、イースト・ミッドランズ・レールウェイによって運行されている。セント・パンクラス駅からベッドフォード駅（英語版・街）までの区間は電化されており、テムズリンク・ネットワークの一部として南東部イースト・サセックスのブライトン駅などへの直通列車が運行されている。
北部では、ダービー駅 - チェスターフィールド駅間がクロスカントリールートの一部をなしており、ノッティンガム駅からリーズ駅（英語版・街）までの区間はノーザン・トレインズとも共有している。このほか、短距離列車の一部もイースト・ミッドランズ・レールウェイによって運行されている。

## 歴史

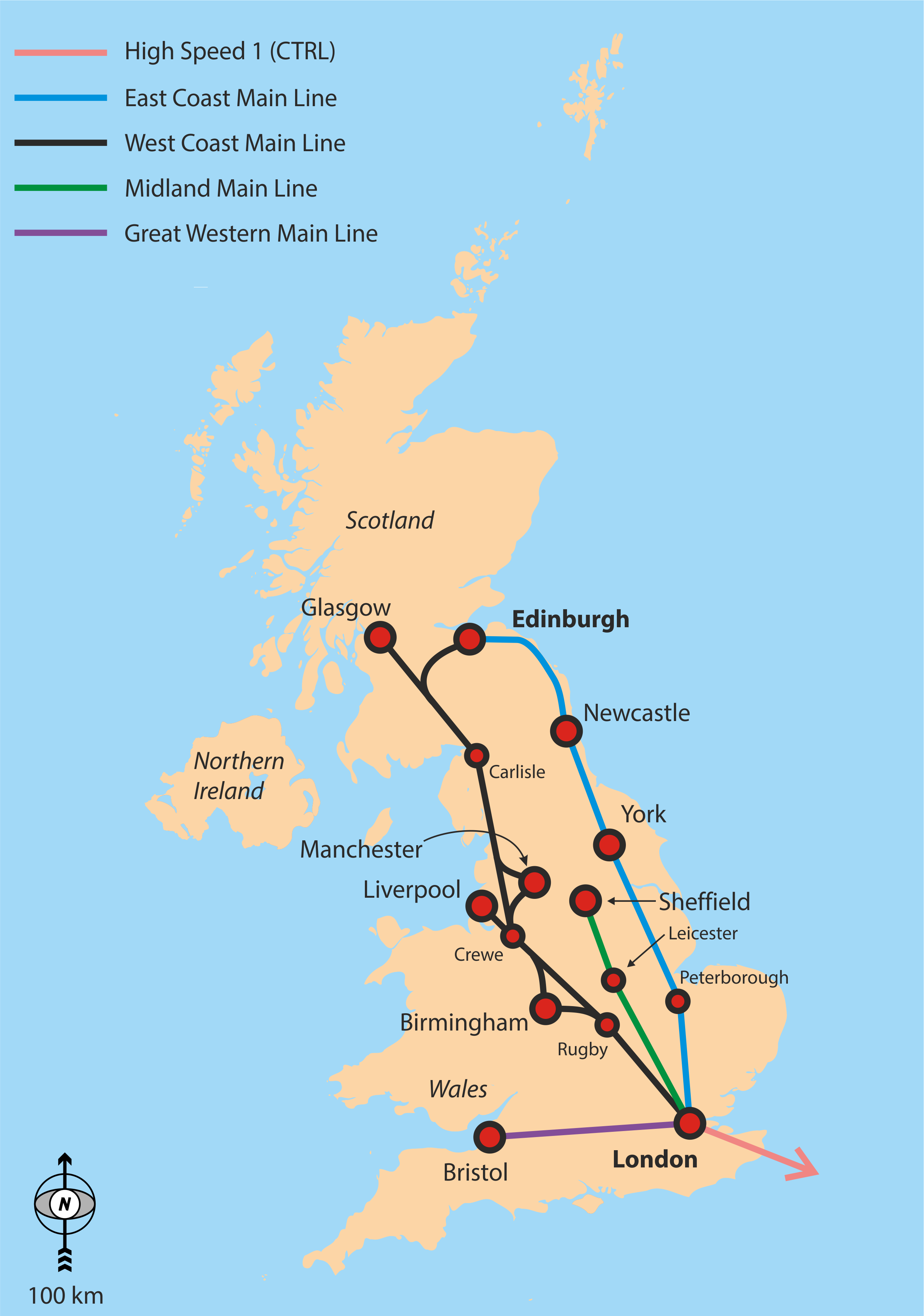
イギリスの主要鉄道路線
緑で示されているのがミッドランド本線

### 最初期
ミッドランド本線は1830年代から1870年代にかけて複数の段階で建設された。
最初に開業したのはノッティンガム（英語版・街） - ダービー（英語版・街）間で、ミッドランド・カウンティーズ鉄道によって1839年6月4日に開業した。翌1840年5月5日には、途中のトレント・ジャンクション（英語版）からレスター（英語版・街）への路線が開通した。
同年7月1日にはノース・ミッドランド鉄道によってダービーからチェスターフィールド（英語版・街）、ロザラム・マスバラ（英語版・街）、スウィントン（街）、ノルマントン（英語版・街）を経由してリーズ・ハンスレットレーン（英語版・街）に至る路線が開業した。
1844年5月10日、ノース・ミッドランド鉄道、ミッドランド・カウンティ―ズ鉄道、バーミンガム・アンド・ダービー・ジャンクション鉄道の3社が合併し、ミッドランド鉄道となった。

### 南への延伸
ミッドランド鉄道はロンドンへの路線を持っておらず、ラグビーでロンドン・アンド・バーミンガム鉄道に直通することでユーストン駅に乗り入れていた。しかし、1850年代にはラグビーでの線路容量の問題が深刻になったため、トーマス・ブラッセイを雇ってレスターからケタリング（英語版・街）、ウェリングバラ（英語版・街）、ベッドフォード（英語版・街）を経由してヒッチン（英語版・街）に至る路線を建設し、グレート・ノーザン鉄道に接続する計画が立てられた。クリミア戦争の影響で労働力と資金が不足しており、予算は90万ポンド（2023年時点の£108,450,000と同等・1マイル当たり15,000ポンド）であった。このため、地形に沿って敷設されることになり、曲線や勾配の多い路線となった。橋は7か所、トンネルは1か所設置され、デスバラとシャーンブルックにはそれぞれ18mの切通しがあった。主要な峠はキブワース、デスバラ、シャーンブルックの3か所であり、このうちシャーンブルックは標高100mでその南側では8‰の勾配が約5km続いていた。この路線は1857年4月15日に石炭列車向けに、5月4日に一般貨物列車向けに、5月8日に旅客列車向けに開業した。この路線のうち、レスター - ベッドフォード間は現在に至るまでミッドランド本線の一部をなしている。
この延伸によりラグビーでの問題は改善されたが、グレート・ノーザン鉄道は直通列車の運転を認めなかったため、乗客はヒッチンで降車し、短い乗り換え時間の中で乗車券を購入したうえでグレート・ノーザン鉄道の列車に乗車することを余儀なくされていた。この問題を解決するため、総支配人のジェームス・オールポートはグレート・ノーザン鉄道と交渉し、キングス・クロス駅への直通列車を7年間運行する契約を年間2万ポンド（2023年時点の£2,410,000と同等）で締結、1858年2月からグレート・ノーザン鉄道を経由したロンドンへの直通列車の運行が開始された。
しかし、この経路もまたヒッチンで線路容量の問題が発生したため、ベッドフォードからルートン（英語版・街）を経由してセント・パンクラス駅に至る路線が建設され、1868年10月1日に開業した。この延伸の費用は900万ポンド（2023年時点の£1,022,840,000と同等）であった。
交通量の増加に伴い、1885年6月26日にはラグビー・アンド・スタンフォード鉄道との平面交差の解消のため、マーケット・ハーバラ（英語版・街）の北側の線路の付け替えが行われた。

### 北部区間
ミッドランド鉄道はダービーからマンチェスターへの独自路線を計画していたが、バックストン線の建設者でありウェスト・コースト本線へのアクセスの独占を狙っていたストックポート・ディズレー・アンド・ウェイリー鉄道の反対により、1863年に頓挫している。
1870年にはチェスターフィールドとロザラムの間をシェフィールド（英語版・街）経由で結ぶ新線「ニュー・ロード」（旧線はこれに対し「オールド・ロード」と呼ばれた）が開業し、1870年代半ばにはヨークシャー・デールやエデン川の渓谷を通ってカーライル（英語版・街）までの延伸が行われた。なお、後者は現在ミッドランド本線の一部としては扱われず、セトル - カーライル線と呼ばれている。
マンチェスターへはマンチェスター・バクストン・マトロック・アンド・ミッドランド・ジャンクション鉄道などを通して列車を運行したが、この経路は1960年代に一部区間が廃止されるまで、ウェスト・コースト本線と並ぶロンドン - マンチェスター間の主要路線であり続け、ザ・パラタインやミッドランド・プルマン（「ブルー・プルマン」編成を使用）などがこの経路で運行された。
また、カーライルへの経路はスコットランドへの列車によって使用されていたが、地形の関係上イースト・コースト及びウェスト・コースト両本線には速達性で劣っていた。このうちテムズ - クライド・エクスプレスなどはダービーなどを短絡する炭鉱路線のエレウォッシュ・ヴァレー線を使っていたのに対し、ザ・ウェイヴァリーをはじめとしたエディンバラ・ウェイヴァリー駅行きの列車は支線上にあるコービー（英語版・街）やノッティンガムにも停車した。

### 国鉄時代・民営化以降

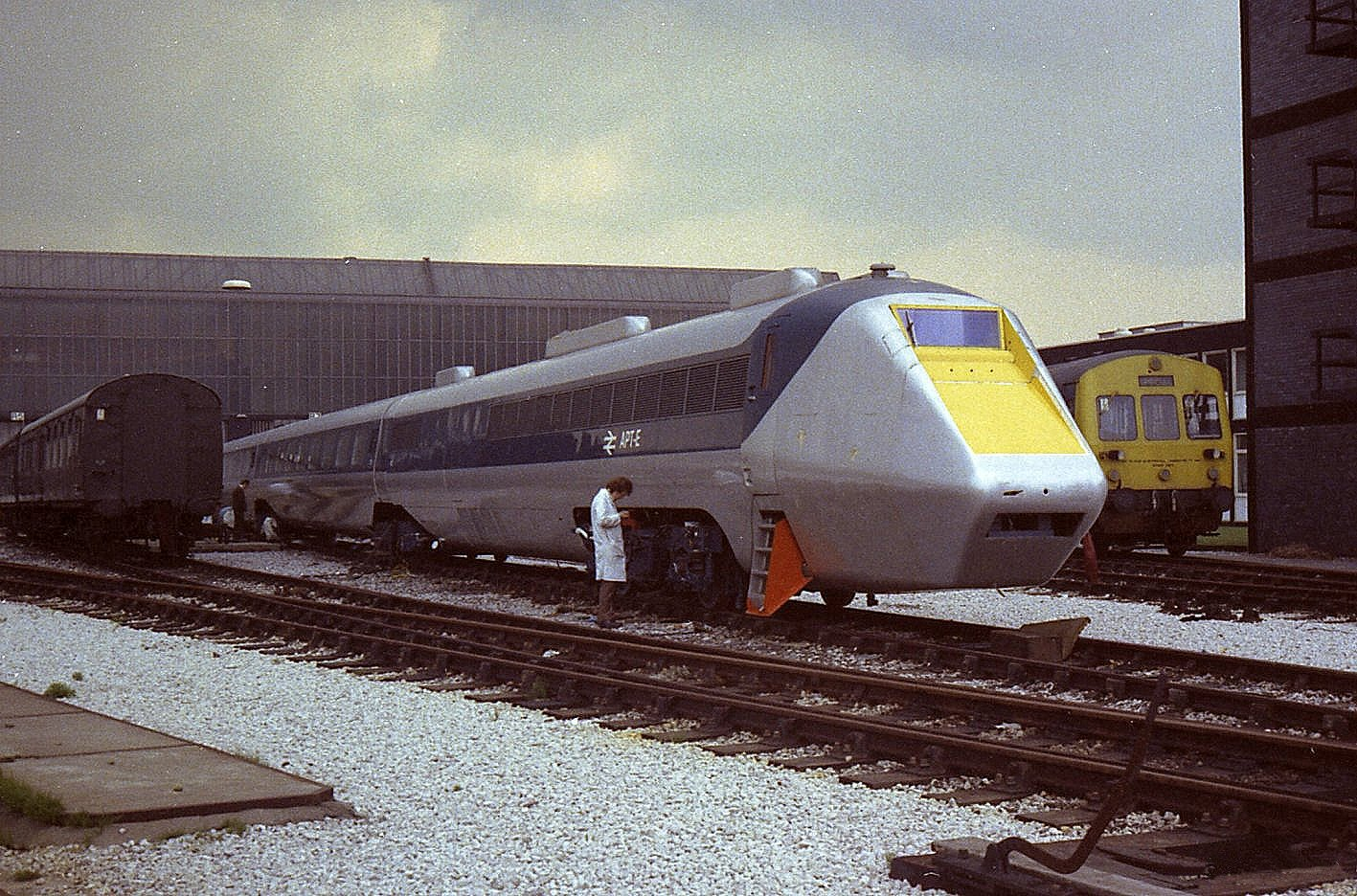
APT-E
ダービーの工場で製造され、ミッドランド本線で試験を行った

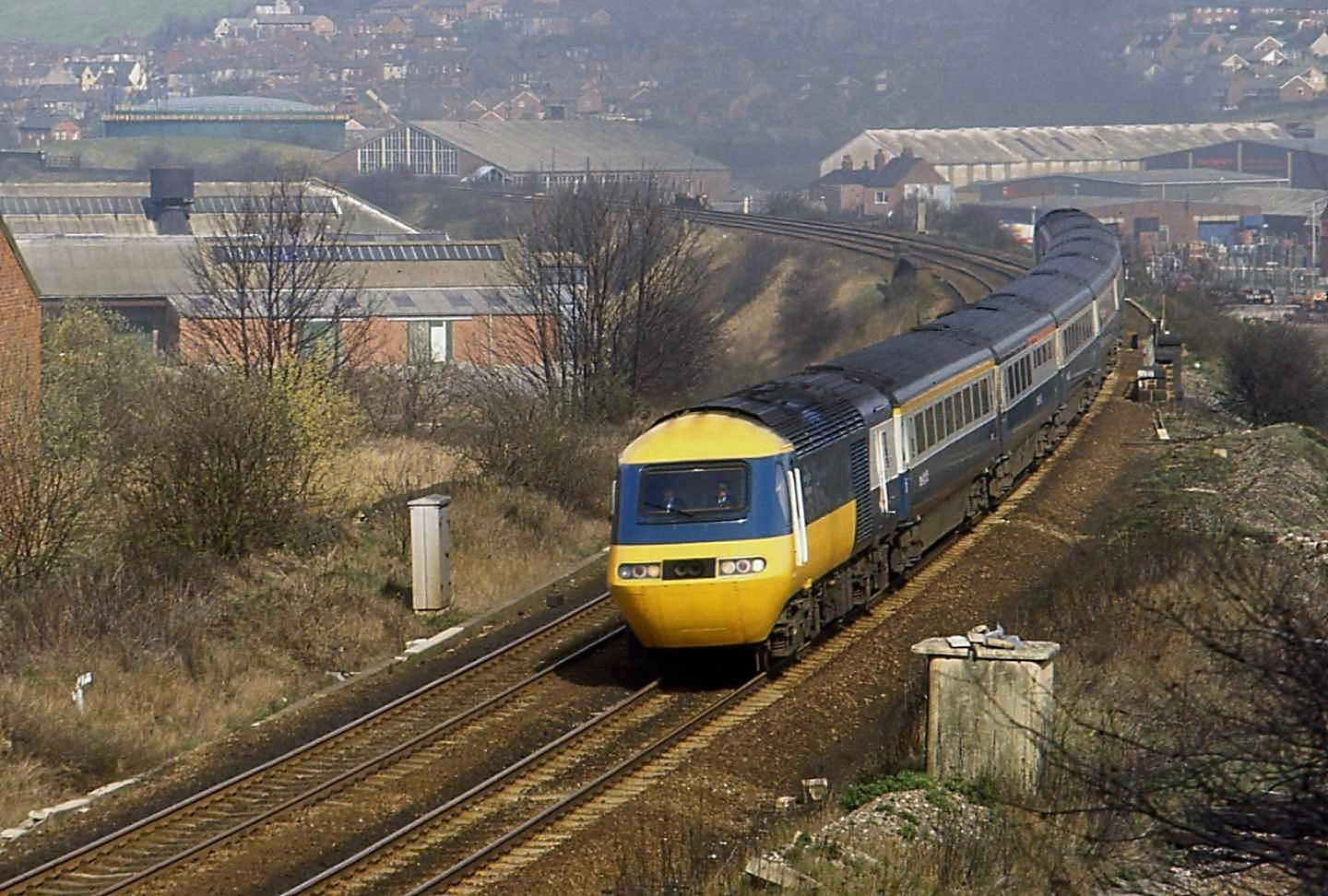
イギリス国鉄時代のインターシティ125

レスター - ノッティンガム間の普通列車の多くは1958年4月14日から気動車に置き換えられた。このころの両駅間の所要時間は51分であった。
1966年にグレート・セントラル本線が廃止されると、ミッドランド本線はロンドンとイースト・ミッドランズやサウス・ヨークシャーの一部を結ぶ唯一の本線級路線となった。
また、ビーチング・アックスなどでの路線廃止やウェスト・コースト本線の電化によってロンドン - マンチェスター間の列車はシェフィールド経由のものも含めて終焉を迎えた。
1977年にイギリス議会国有産業委員会が鉄道の電化区間の拡大を勧告したことに対し、イギリス国鉄は1979年に2000年までにミッドランド本線の全線電化を行うことを含む複数の案を提示した。1983年までにベッドフォードまでの区間が電化されたが、電化区間のさらなる延伸は行われなかった。
1983年5月にはミッドランド本線にインターシティ125（HST）が導入された。インターシティ125の導入とレスター周辺の信号設備更新により、路線の最高速度は90 mph (140 km/h)から110 mph (180 km/h)に引き上げられた。
ダービー - シェフィールド間では、2001年から2003年にかけてネットワーク・レールによって行われたクロスカントリールートの改良計画「オペレーション・プリンセス」によって最高速度が100 mph (160 km/h)から110 mph (180 km/h)に引き上げられた。
2009年1月には、ラフバラー（英語版・街） - トレント信号所（英語版）間にパーク・アンド・ライド設備を備え、イースト・ミッドランズ空港の最寄り駅でもあるイースト・ミッドランズ・パークウェイ駅（英語版）が開業した。
近年では最高速度を125 mph (201 km/h)とした区間が拡大しており、信号設備の更新、線増、そしてシェフィールドまでの電化区間の拡大が進められている。これらの大部分は2013年12月9日に発表された7000万ポンド規模の大規模更新の一環である。

#### 2007年貨物路線戦略
ネットワーク・レールは2007年に貨物輸送のための路線活用戦略を発表した。同戦略には、バーミンガム - ピーターバラ線の改良、レスターの線路容量の拡大、サイストン、ウィグストン両信号所の配線変更によって、イングランド中部を横断する貨物輸送ルートを構築する計画が含まれている。

#### 2010年路線計画

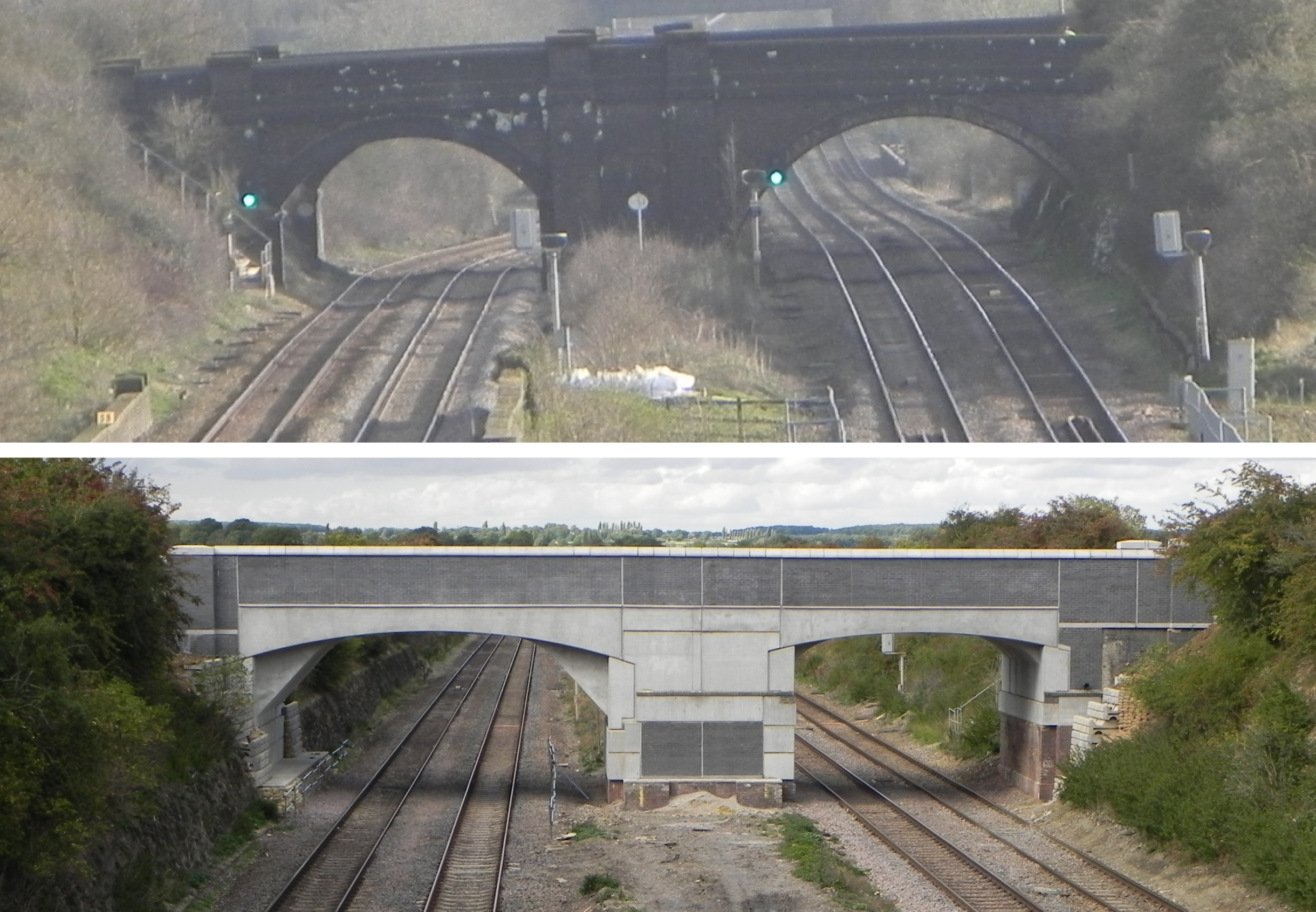
ミッドランド本線をまたぐ陸橋は電化および車両限界の拡大のため架け替えが行われた。（上・架け替え前　下・架け替え後）

ミッドランド本線の輸送量の増加は国内平均を超える速度で進んでおり、将来的にも継続することが予測された。2006年に戦略鉄道庁が発表した輸送量拡大のための路線活用戦略をうけ、ネットワーク・レールは2008年2月にその実現に向けた研究を開始、2010年2月に路線計画としてそ路線計画としての成果を発表した。ノーサンプトンシャー北部はウェリングバラで7400戸以上、ケタリングで5500戸以上の住宅の建設が計画されるなど成長が見込まれており、電化実施後はロンドン・セント・パンクラス駅への直通列車の運行が計画されている。
路線計画の概要は以下の通り。
- 歩行者用踏切の立体交差化など、最高速度向上に向けた取り組み
- 貨物列車の輸送量の増加
- 全線にわたる信号設備更新とイースト・ミッドランズ信号センター（ダービー）での集中制御化（2016年完了予定）[25]
- ベッドフォード駅・レスター駅の建て替え[26]
- 一部駅のアクセシビリティ向上（2015年完了予定）[27]
- 主要信号所の信号設備増強による通過速度向上
- 一部駅のホーム延長（テムズリンクの改良計画（英語版）関係を含む）
- マーケット・ハーバラ駅前後の線形改良による通過速度の65 mph (105 km/h)から65 mph (105 km/h)への向上（30秒から1分の時間短縮）
- 電化（下記参照）
- 支線であるオーカム - ケタリング線（英語版）ケタリング・ノース信号所 - コービー間の再複線化とオーカハム経由シストン信号所までの信号設備更新による毎時2本のロンドン - コービー間列車の運行（2017年12月から）と貨物列車の増発[28][29]

#### 電化区間の延伸

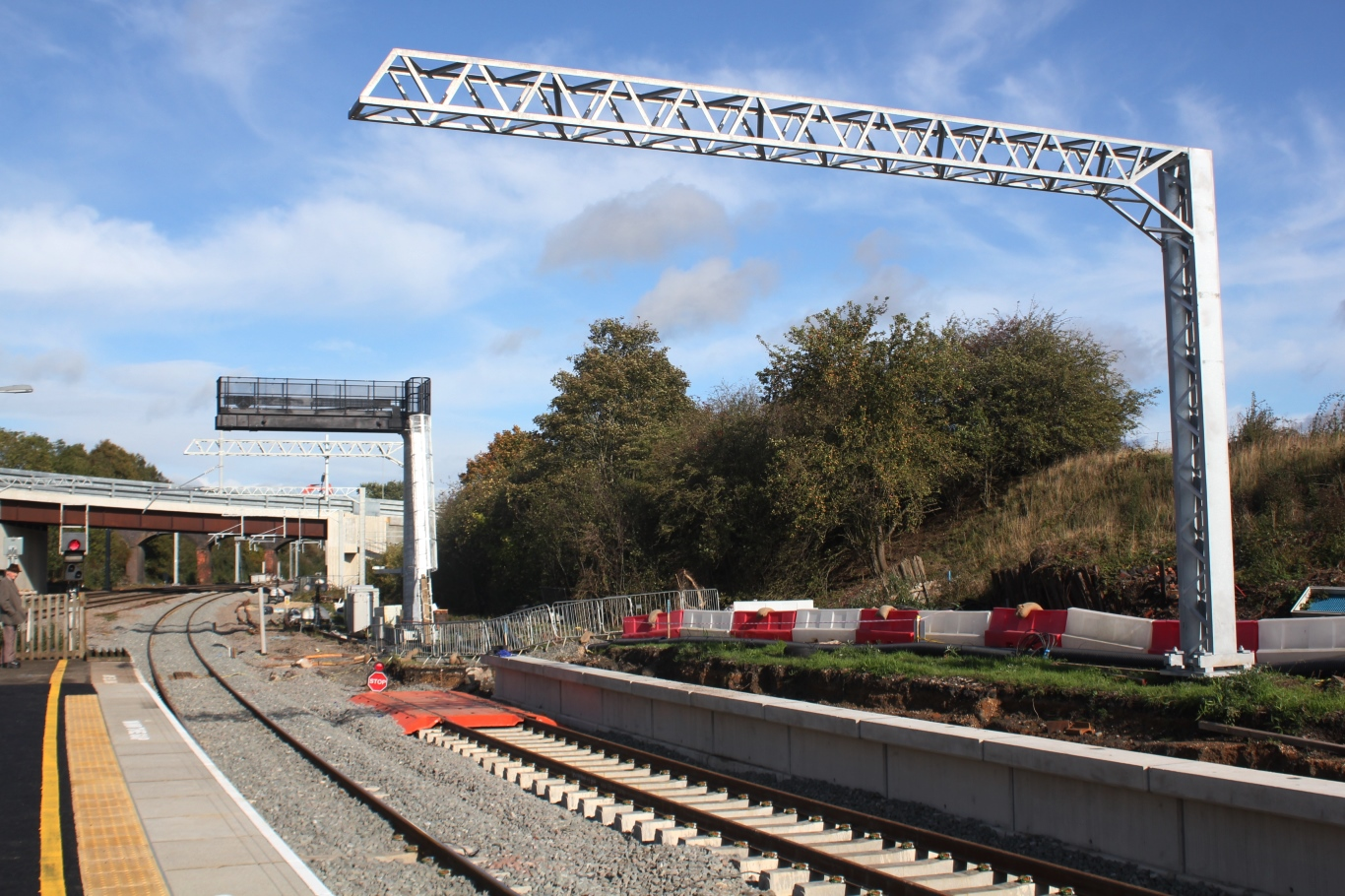
ウェリングバラ駅にて、電化および線形改良工事（2019年）

運輸省は2012年7月16日に8億ポンドをかけ、2020年までに既存の電化区間を再構築し、ミッドランド本線の大半を電化する計画を発表した。2013年1月にはネットワークレールが電化費用を5億ポンドと見積もり、第5管理期間（英語版）（2014年4月 - 2019年3月）中に段階的に実施するとした。具体的にはベッドフォード - コービー間が2017年、ケタリング - ダービー・ノッティンガム間が2019年、ダービー - シェフィールド間が2020年の完成とされた。
2010年の路線活用計画では都市間列車用に801形10両編成の投入、ロンドン - シェフィールド間準速達列車のケタリングへの停車、ベッドフォード南側とケタリング - レスター間への貨物列車用待避線（全長775m）の設置、列車本数増加のための設備増強も組み込まれていた。
なお、この電化計画はイングランド南部の港町であるサウサンプトンとシェフィールド（、ドンカスター）を交流25000V架空線方式の電化路線でつなぐエレクトリック・スパイン計画（「電化された背骨」の意）の一環であった。
しかし、2015年6月には運輸大臣パトリック・マクローリンによって計画が停止され、同年9月に運輸省によってコービーまでの電化を2019年、ノッティンガム・シェフィールドまでの電化を2023年とする計画期間延長が発表された。
さらに、2017年7月20日にはケタリング以北の電化の中止が発表され、使用車両も電車の801形ではなくバイモード車両（後の810形）が投入されることが明らかにされた。
なお、ケタリング・ノース信号所から非電化区間を110kmあまり挟んだクレイ・クロス（新駅・街）からシェフィールドまでの間は、高速路線のハイ・スピード2からの直通列車の運行のため2033年までに電化することが計画されている。
コービーまでの電化工事に関しては、カリリオン（英語版）とパワーラインズの共同事業体が電化工事を2億6000万ポンド、線路の改良工事を6200万ポンドで受注したと2017年11月6日に発表された。完成は2019年12月の予定であり、最初の架線柱は2017年11月に設置された。
2019年2月26日、運輸省政務次官のアンドリュー・ジョーンズは電化区間をケタリングからマーケット・ハーバラまで延長する計画を明らかにした。

## 名称
「ミッドランド本線」という名称は1840年代後半以降ミッドランド鉄道の路線のうち、急行列車が運行される路線を指して用いられていた。
出版物での初出はジョージ・ブラッドショーが1848年に発行した同年のブラッドショー鉄道年鑑であるとされており、翌1849年からはダービー・マーキュリーをはじめとした沿線の新聞等で定期的に用いられるようになっている。
187年にはバーミンガム・ジャーナルによってセント・パンクラス駅への新線を指して用いられた。
1868年にはシェフィールドを経由するミッドランド鉄道の南北の幹線を指した用例が記録されているほか、マンチェスターや（シェフィールド、リーズを経由して）カーライルまでの区間を指しても用いられた。
イギリス国鉄ではセント・パンクラス - シェフィールド間の名称として使用されたが、民営化後、ネットワーク・レールではチェスターフィールドまでの区間のみを「ミッドランド本線」と呼んでいる。

## 列車運行会社

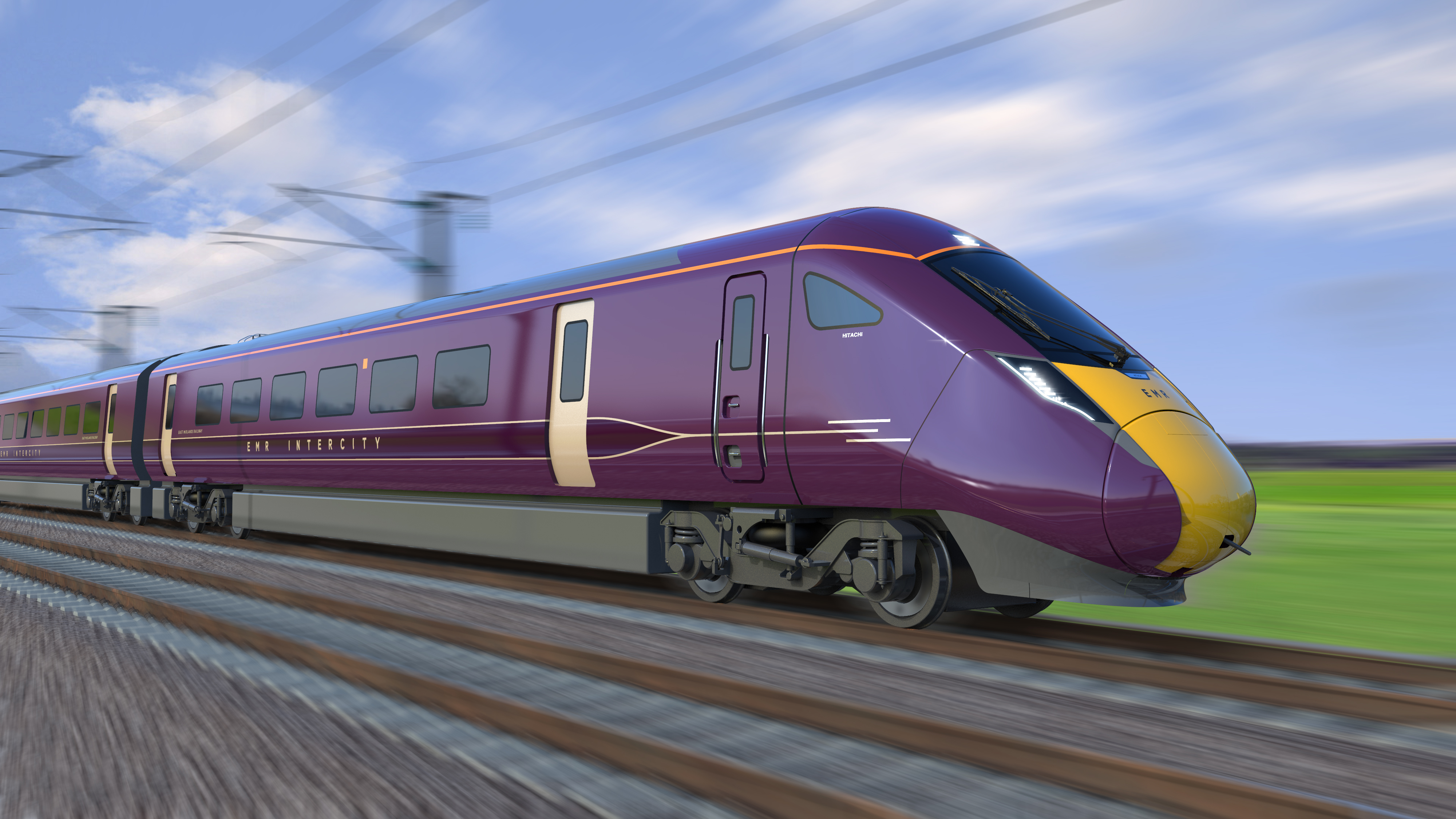
イースト・ミッドランズ・レールウェイが導入する810形

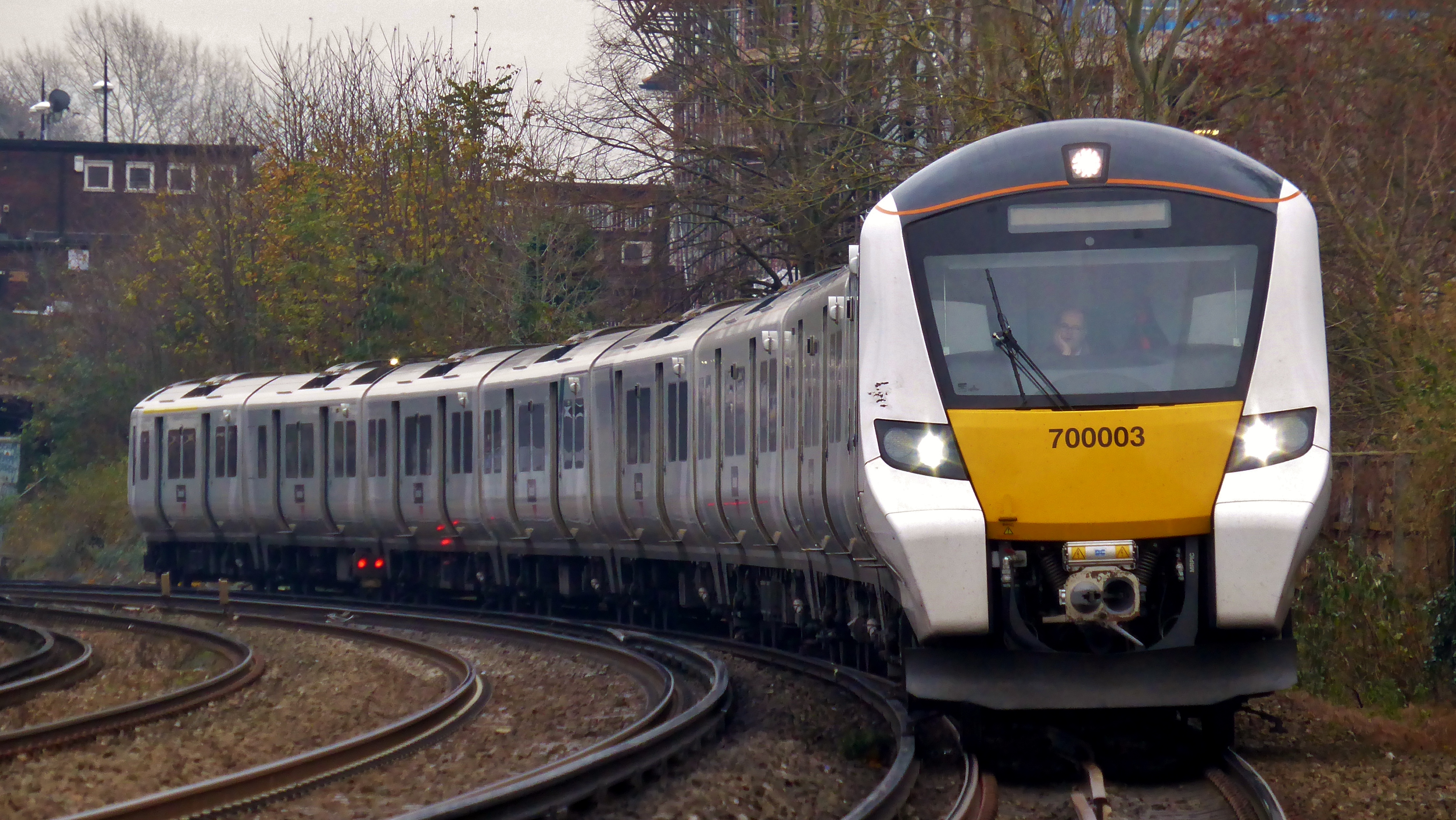
テムズリンクの700形

### イースト・ミッドランズ・レールウェイ
アベリオ傘下のイースト・ミッドランズ・レールウェイはロンドンのセント・パンクラス駅発着の都市間列車を毎時5往復（ノッティンガム2往復、シェフィールド2往復、コービー1往復）運行している。主に222形が用いられるが、ノッティンガム発着列車のうち1往復（速達便）と朝と夕方のリーズ発着列車にはインターシティ125が使用される。

### テムズリンク
テムズリンクの一部であるベッドフォード以南では、ゴヴィア・テムズリンク・レールウェイによって高頻度の通勤列車が24時間運行される。これらには8両編成または12両編成の700形が用いられる。

### その他
クロスカントリーはダービー - シェフィールド間でミッドランド本線を走行する列車を毎時2往復運行するほか、ノッティンガムとバーミンガム、カーディフを結ぶ列車をそれぞれ毎時1往復ずつ運行する。
ノーザン・トレインズはリーズからアルフレトン（英語版・街）、バーンスリー（英語版・街）を経由してノッティンガムに至る列車を毎時1往復運行している。
このほか、シェフィールド周辺ではトランスペナイン・エクスプレスもミッドランド本線を走行する。